# Буський повіт
Буський повіт (пол. powiat buski) — один з 13 земських повітів Свентокшиського воєводства Польщі.
Утворений 1 січня 1999 року в результаті адміністративної реформи.

## Загальні дані
Повіт знаходиться у південній частині воєводства.
Адміністративний центр — місто Бусько-Здруй.
Станом на 1.01.2008 населення становить 73 445 осіб, площа 968 км².

## Демографія
Демографічні дані повіту станом на 30.06.2006:
|       | Всього | Всього | Жінки  | Жінки | Чоловіки | Чоловіки |
| ----- | ------ | ------ | ------ | ----- | -------- | -------- |
|       | осіб   | %      | осіб   | %     | осіб     | %        |
| Повіт | 73 940 | 100    | 37 830 | 51,2  | 36 110   | 48,8     |
| Міста | 17 297 | 100    | 9 243  | 53,4  | 8 054    | 46,6     |
| Села  | 56 643 | 100    | 28 587 | 50,5  | 28 056   | 49,5     |